# La Fin du monde (Martin)
Pour les articles homonymes, voir La Fin du monde.
La Fin du monde (anglais : The End of the World), plus connue sous le titre Le Grand Jour de Sa colère (anglais : The Great Day of His Wrath), est une peinture à l'huile sur toile exécutée entre  1851 et 1853 par le peintre anglais John Martin, sans doute inspirée de l'Apocalypse, et représentant la destruction du monde matériel par des cataclysmes naturels. Elle fait partie d'un triptyque intitulé  Le Jugement dernier (en).

## Description
Selon la Tate Britain, le tableau suit de près une section de l'Apocalypse de Jean, décrivant l'écroulement du monde matériel sous l'effet de la colère divine : 
« Et ils disaient aux montagnes et aux rochers : Tombez sur nous, et cachez-nous devant la face de celui qui est assis sur le trône, et devant la colère de l'agneau ; car « le grand jour de Sa colère » est venu, et qui peut subsister ? »
— Louis Segond.
La ville projetée en l'air au centre du tableau serait Édimbourg, selon plusieurs critiques d'art tels que William Feaver.

## Inspiration
Après avoir envoyé à la Royal Academy une série de ses derniers tableaux (incluant  The Destruction of Sodom and Gomorrah), Martin commença à travailler à un triptyque dont ferait partie la Fin du monde. Selon Leopold Martin,  son père en avait trouvé l'inspiration lors d'un voyage de nuit à travers le Black Country. Frances Carey soutient que le thème sous-jacent est la relation perçue par Martin entre la croissance rapide de Londres au début du XIXe siècle et la croissance de la civilisation de Babylone, suivie de sa destruction finale.

## Après la mort de Martin
Le 12 novembre 1853, alors qu'il peignait, Martin souffrit d'une attaque, paralysant son bras droit et le privant de la parole ; il mourut à Douglas le  17 février suivant. Les trois tableaux (non complètement terminés) furent exposés à  Newcastle puis (avec ses autres dernières œuvres) à  Londres et dans les principales villes anglaises, « attirant de grandes foules ». En 1854, après la mort de Martin, le tableau fut gravé par Thomas McLean avec les deux autres tableaux du triptyque,  Plains of Heaven et The Last Judgment.  En dépit d'un accueil public très favorable, le triptyque fut rejeté par la Royal Academy pour « vulgarité ». En 1945, le tableau fut acheté à Robert Frank par la Tate.
Il a été utilisé comme couverture de livre par plusieurs auteurs, par exemple Mass of the Apocalypse et Studies in the Book of Revelation.